# Euston-Feuerwache

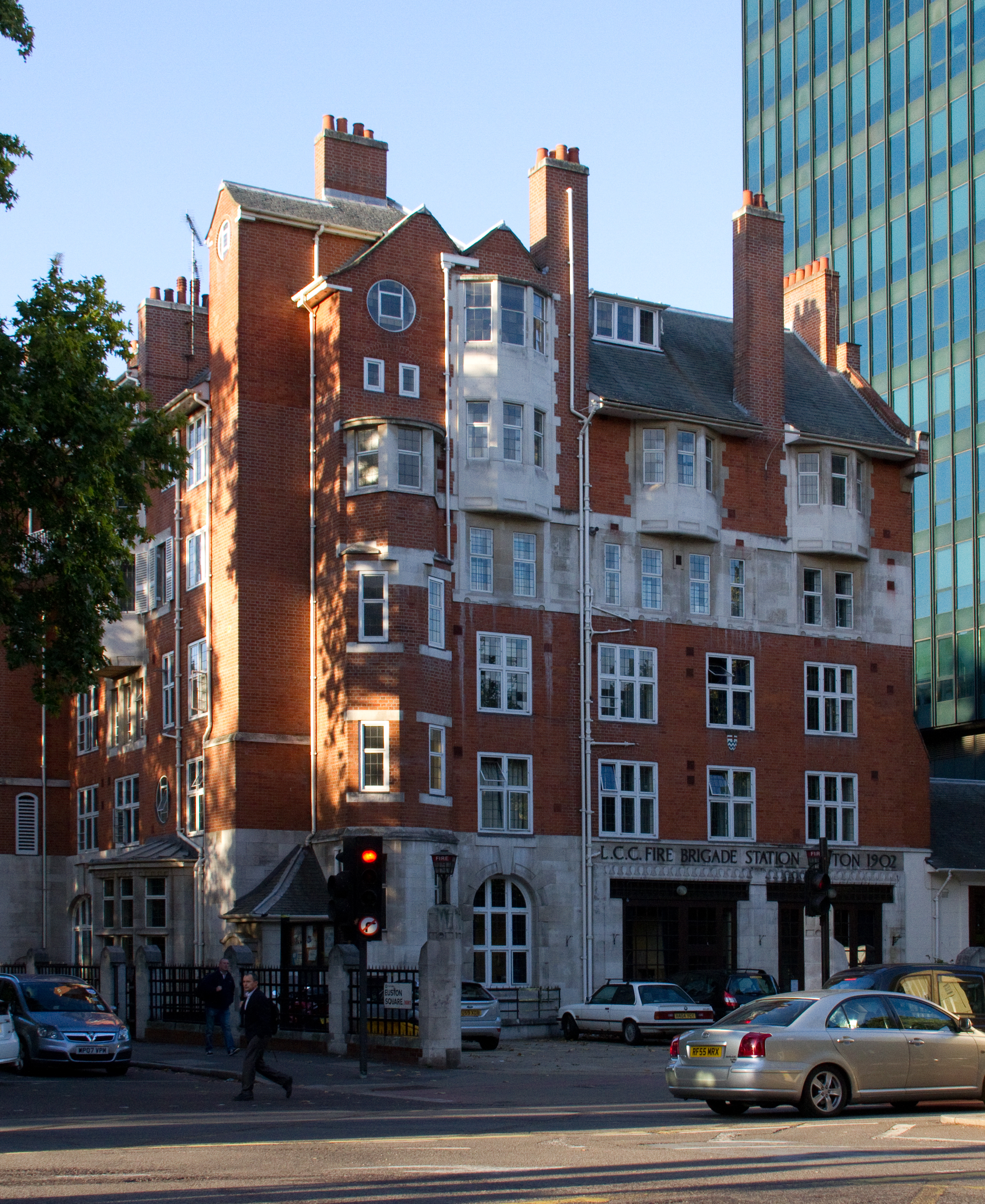
Euston-Feuerwache

Die Euston-Feuerwache (englisch Euston Fire Station) ist eine Feuerwache der London Fire Brigade und ein Denkmal (Grade II*) im London Borough of Camden.

## Geschichte
Die 1901–1902 gebaute Feuerwache wurde von H. F. T. Cooper für das Department of Fire Brigade Architects Department des Londoner County Council entworfen und von Stimpson & Co. gebaut. Am 27. November 1902 wurde die Feuerwache in Betrieb genommen. Während der 1920er-Jahre wurde das Gebäude umgebaut und erweitert.
Am 14. Mai 1974 wurde es zum Denkmal erklärt.

## Belege
1. 1 2 3  Euston Fire Station (Grade II*) [1342074]. In: National Heritage List for England. Historic England, abgerufen am 2. September 2018 (englisch).

Koordinaten: 51° 31′ 39,5″ N, 0° 7′ 51,2″ W